# Донбасс (ансамбль)
Заслуженный государственный академический ансамбль песни и танца «Донбасс» (с 1937 по 1957 гг. — Шахтёрский ансамбль песни и пляски Украинской ССР) — крупнейший профессиональный художественный коллектив, базирующийся в Донецке.
Единственный творческий коллектив, награждённый Почётным знаком «Шахтёрская слава» I-й степени.

## История

### 1930-50-е годы

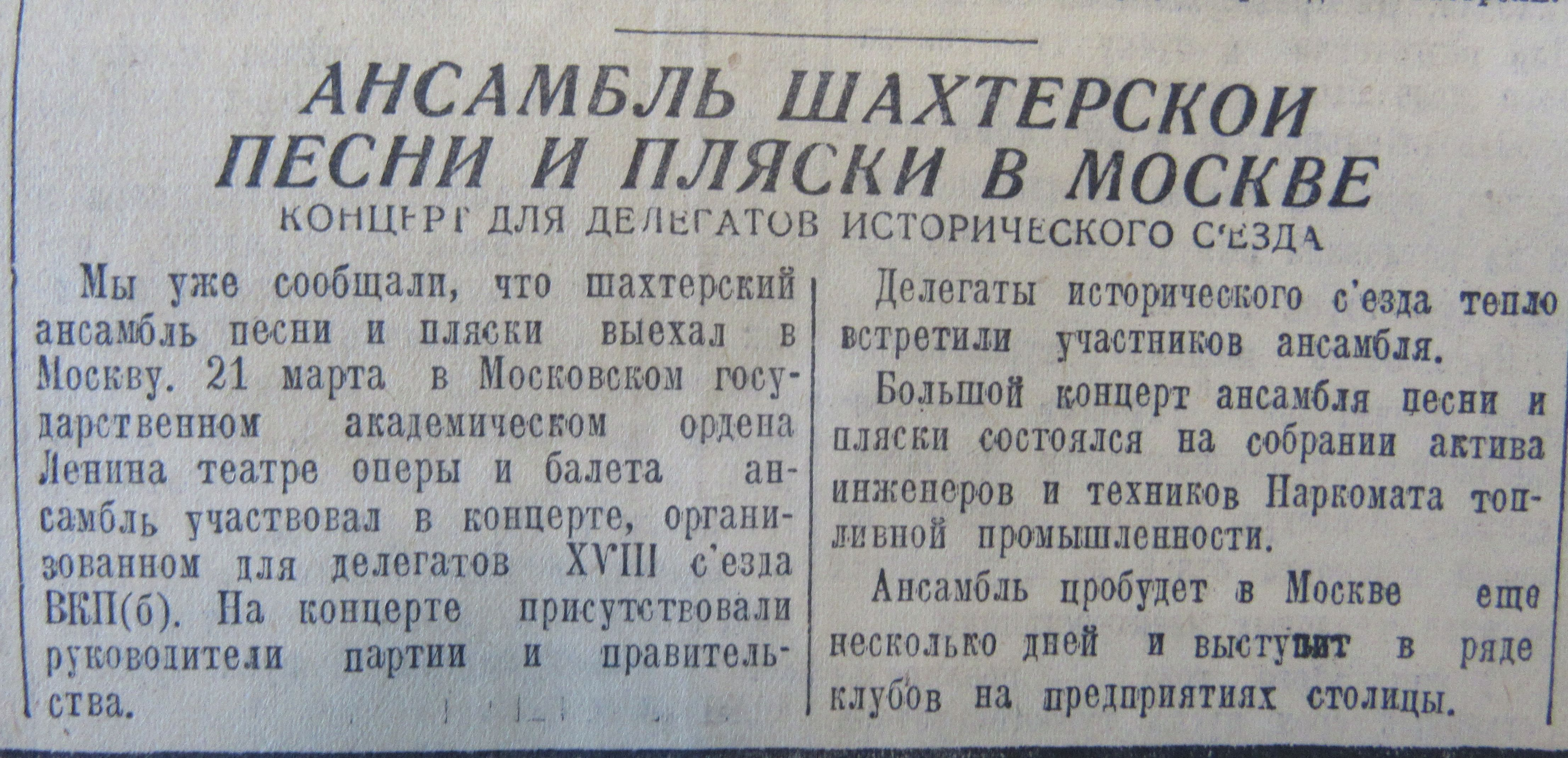
Заметка в газете «Социалистический Донбасс» за 27.03.1939 г.

История ансамбля «Донбасс» ведёт свой отсчёт с декабря 1937 года, когда по решению Центрального комитета профсоюзов рабочих угольной промышленности в г. Сталино (нынешнем Донецке) был создан Шахтёрский ансамбль песни и пляски для обслуживания тематическими концертными программами трудящихся угольно-рудной и других отраслей промышленности. Первым художественным руководителем коллектива стал композитор З. О. Дунаевский.
На протяжении четырёх лет своего довоенного существования Шахтёрский ансамбль песни и пляски выступал в крупнейших городах Украинской ССР, ежегодно выступал в столицах союзных республик. Творческие успехи коллектива были высоко оценены правительством страны: в марте 1939 года ансамбль был приглашён к участию в концерте для делегатов XVIII съезда ВКП(б). Мероприятие проходило в Большом театре, в зрительном зале присутствовал И. В. Сталин.

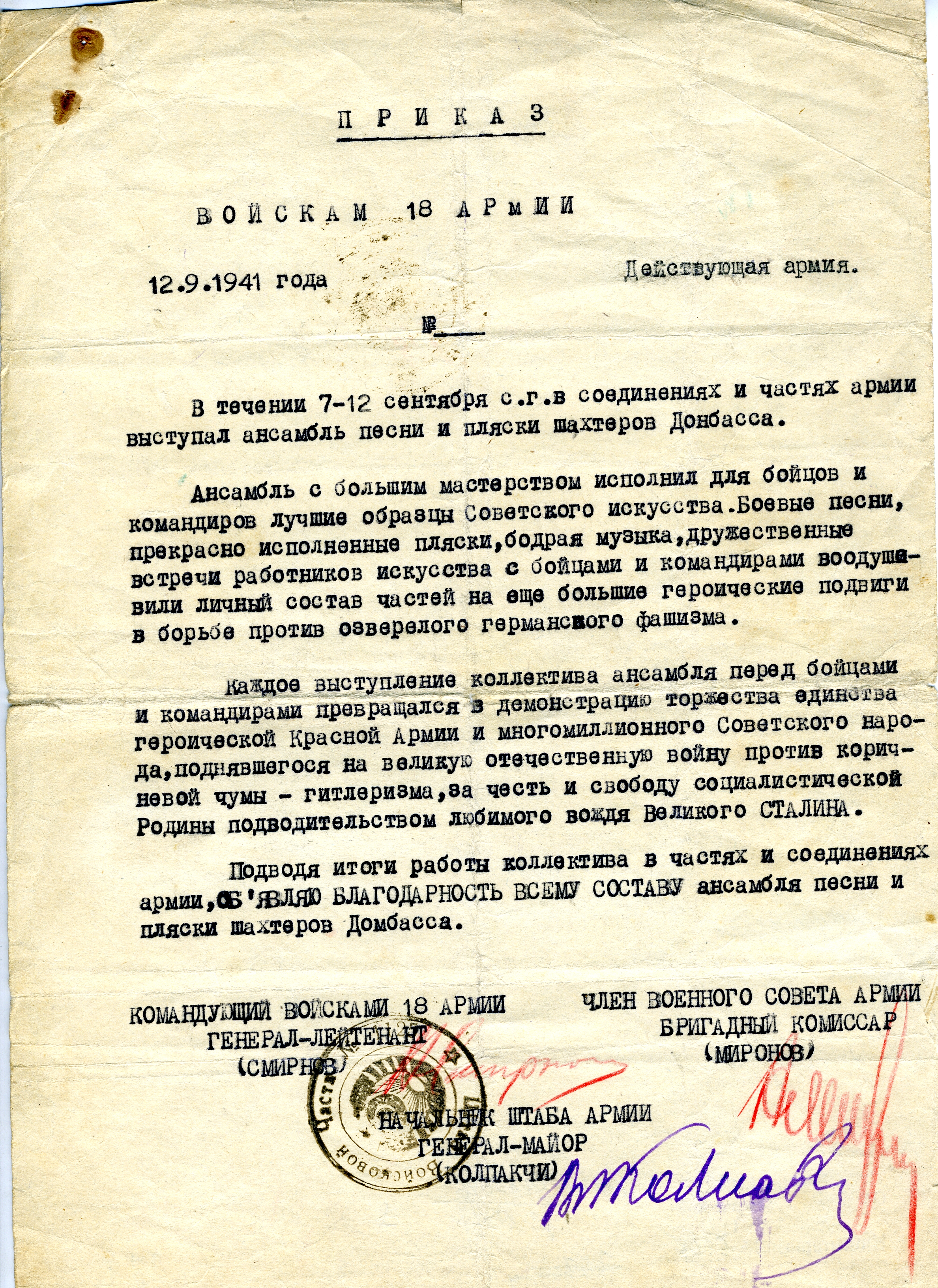
Приказ командующего войсками 18-й армии Южного фронта А. К. Смирнова об объявлении благодарности ансамблю за фронтовые концерты

С началом Великой Отечественной войны из числа артистов-добровольцев была создана концертная бригада, впоследствии откомандированная на Южный фронт в район Каховки (Херсонская область) в кавалерийский корпус генерал-майора П. А. Белова. География выступлений шахтёрского ансамбля в годы Великой Отечественной войны охватила также Северо-Кавказский и Закавказский фронты. За «военный» период своей творческой деятельности, который в силу обстоятельств продлился немногим более года, артисты ансамбля дали на передовой, в госпиталях и прифронтовой полосе более 900 концертов.
В послевоенные годы Шахтёрский ансамбль песни и пляски возобновляет гастроли по городам СССР, активно развивается его творческая деятельность. В 1948 году репертуар ансамбля пополняется «Шахтёрским вальсом» З. О. Дунаевского, на долгие годы ставшим визитной карточкой коллектива (вокальную партию исполнила Г. Комова). Ещё одним знаковым музыкальным произведением того времени является песня З. О. Дунаевского «Говорят у нас в Донбассе» на стихи С. Р. Цванга.
В конце 1950-х годов коллектив получил новое название — «Шахтёрский ансамбль песни и танца Донбасса». Художественным руководителем коллектива вновь стал З. О. Дунаевский, ведущим солистом в тот период являлся Ю. И. Богатиков, впоследствии ставший народным артистом СССР.

### 1960-80-е годы

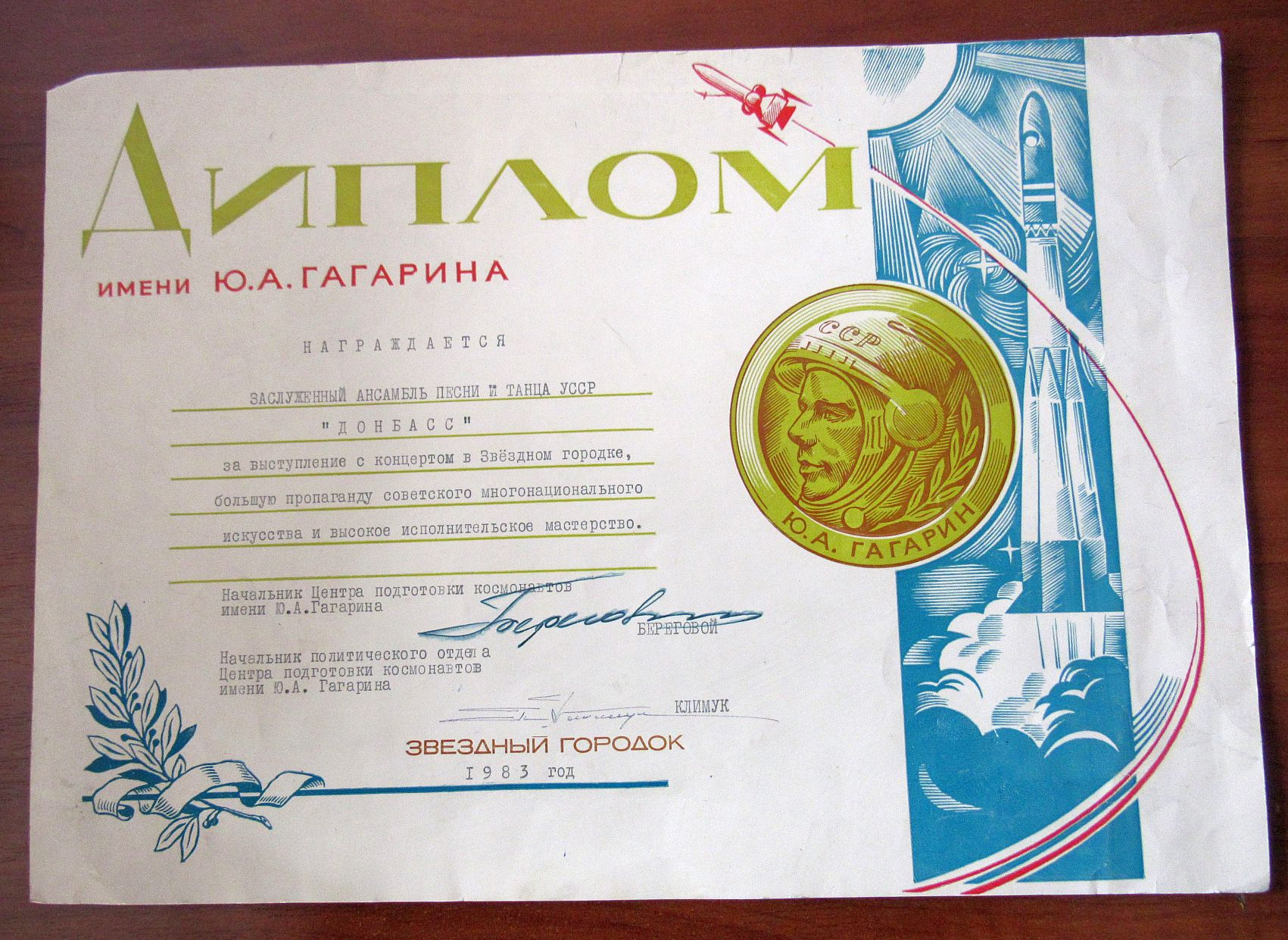
Диплом ансамбля за выступление в Звёздном городке в 1983 году

В 1966 году ансамблю «Донбасс» было присвоено звание «Заслуженный». В этот период расширяется география выступлений коллектива — он активно гастролирует во всех республиках Советского Союза и за его пределами. Таланту донбасских артистов рукоплескали зрители Румынии, Польши, ГДР, США. Неоднократно ансамбль выступал в Кремлёвском Дворце съездов и Колонном зале Дома Союзов. Частыми гостями «донбассовцы» были в военных гарнизонах, на предприятиях Министерства обороны, в Звёздном городке. В 1986 году ансамбль «Донбасс» дал серию концертов для военных строителей — участников ликвидации последствий аварии на Чернобыльской АЭС.

### 1990—2000-е годы

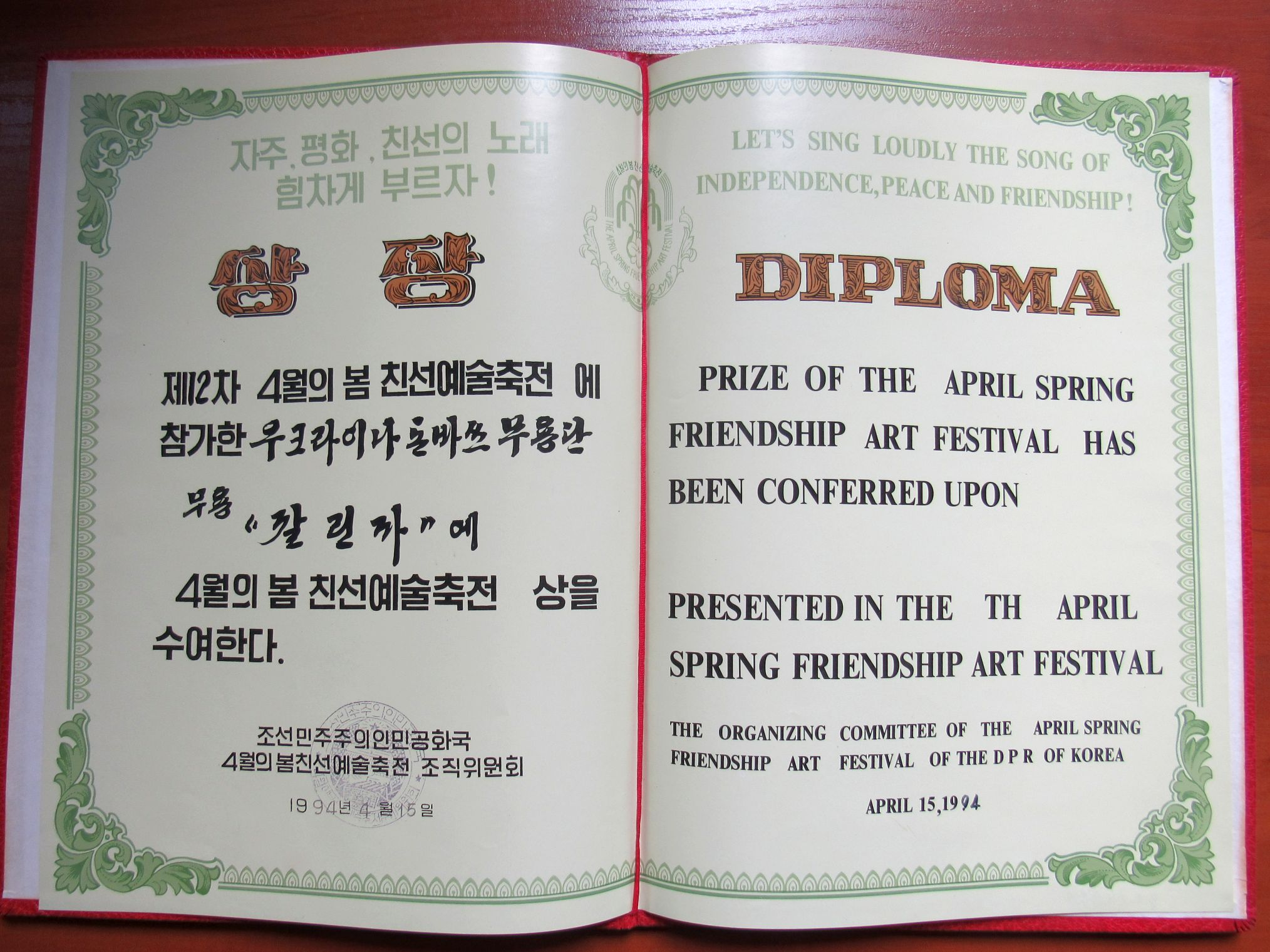
Диплом по итогам фестиваля в КНДР в 1994 году

Начало 1990-х годов стало крайне сложным периодом для ансамбля. С 1 января 1991 г. «Донбасс» переводится на самофинансирование. На основании данного решения были проведены реорганизация и сокращение штата. При этом, несмотря на очевидные трудности, коллектив смог удержаться на плаву. Уже в 1993 году ансамбль «Донбасс» становится лауреатом двух международных фестивалей в Греции. В апреле 1994 г. он, единственным среди учреждений культуры страны, участвует в фестивале в КНДР, собравшем творческие коллективы из 56 стран мира. «Донбасс» взял главный приз на фестивале и как победитель от имени всех участников фестиваля поздравлял со сцены северокорейского лидера Ким Ир Сена с 82-летием.
За период с 1994 и до 2014 года коллектив побывал на гастролях в Испании, Бельгии, Бразилии, Франции, Китае, Италии, Сирии, Канаде. Также в эти годы «Донбасс» участвовал в совместных концертах с ведущими творческими коллективами и мастерами эстрады — ансамблями «Берёзка» и «Русская песня», Аллой Пугачёвой, Софией Ротару, Валерием Леонтьевым и другими.
В 2006 году за весомый вклад в развитие искусства заслуженному ансамблю песни и танца «Донбасс» был присвоен статус «Академический».

### Современный период
Возникшая нехватка кадров в 2014 году в связи с оттоком части артистов была восполнена благодаря приходу в ансамбль выпускников профильных учебных заведений.
По состоянию на август 2024 года численность творческого состава ансамбля составляет порядка 60 человек (балет, вокальная группа и эстрадно-симфонический оркестр).

С 2016 года возобновились активные гастроли ансамбля «Донбасс» в РФ. За 7 последующих лет коллектив посетил порядка 50 российских регионов, где принял участие в ряде международных и всероссийских фестивалей и дал как сольные, так и совместные концерты с ведущими творческими коллективами России в рамках культурного проекта «Мы вместе!».

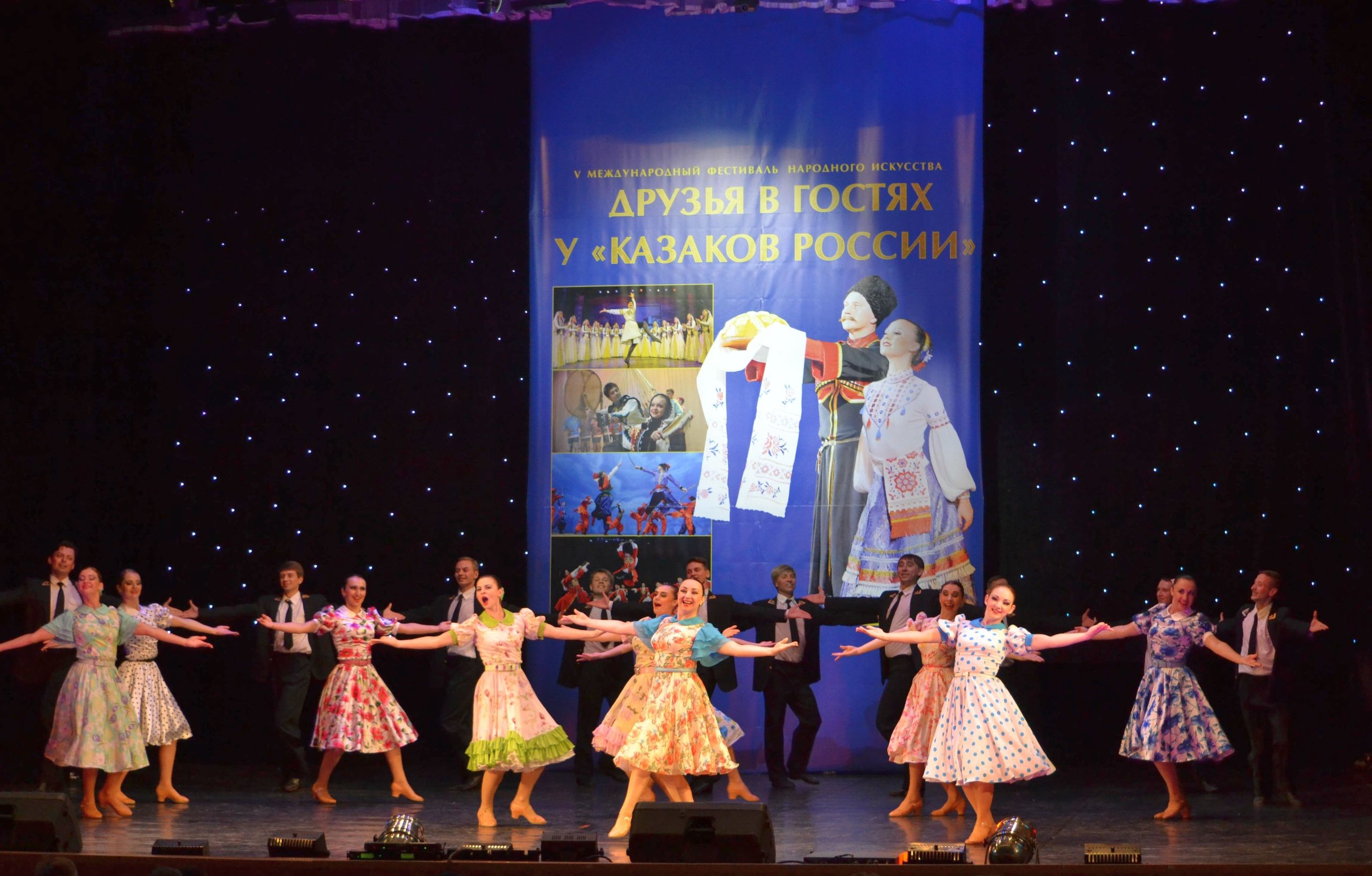
Участие ансамбля песни и танца «Донбасс» в V Международном фестивале народного искусства «Друзья в гостях у «Казаков России», г. Липецк, 2016 г.
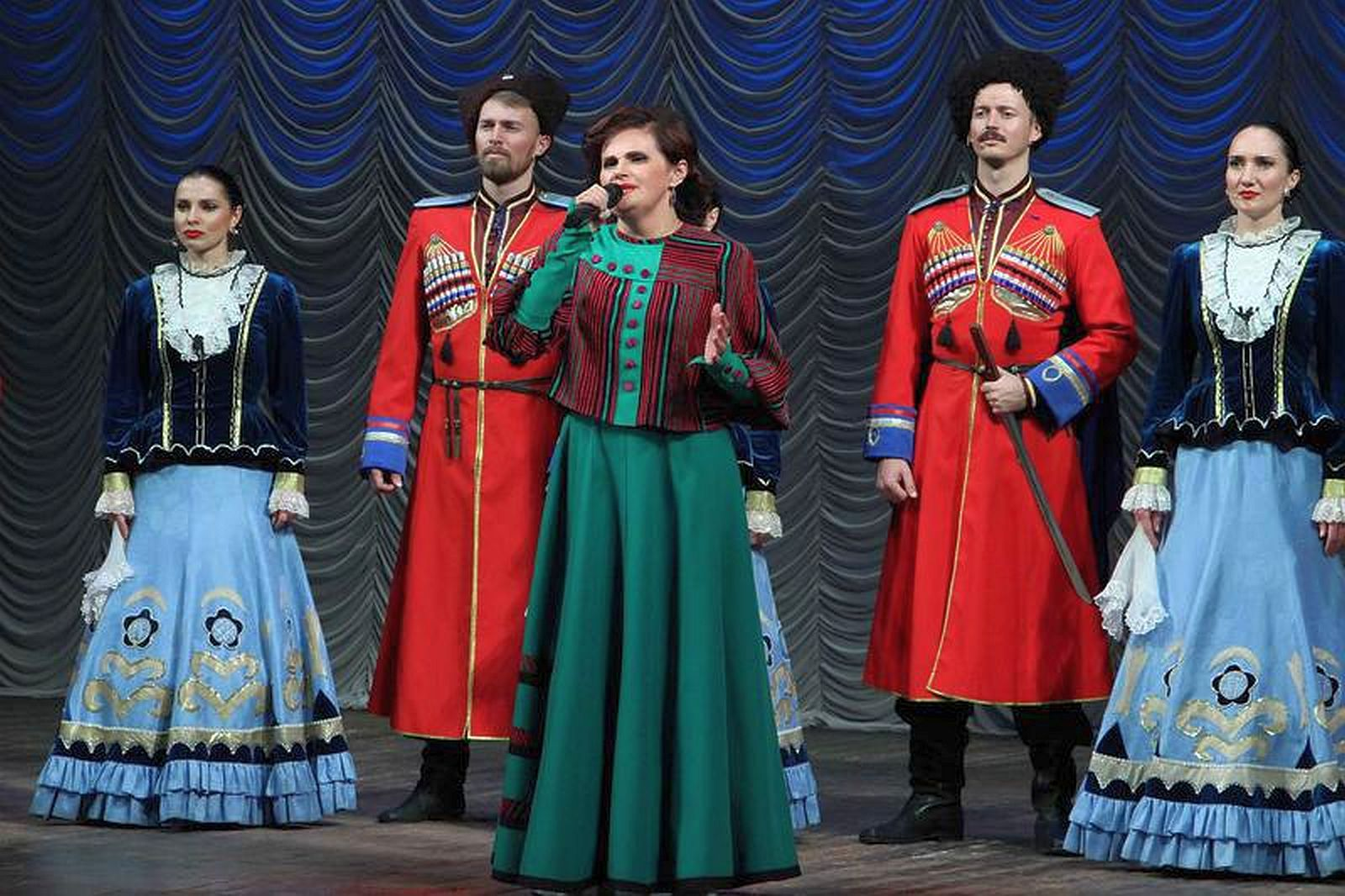
Совместное выступление солистки ансамбля песни и танца «Донбасс» Виктории Струковой со Ставропольским казачьим ансамблем «Вольная степь», г. Донецк, 2017 г.
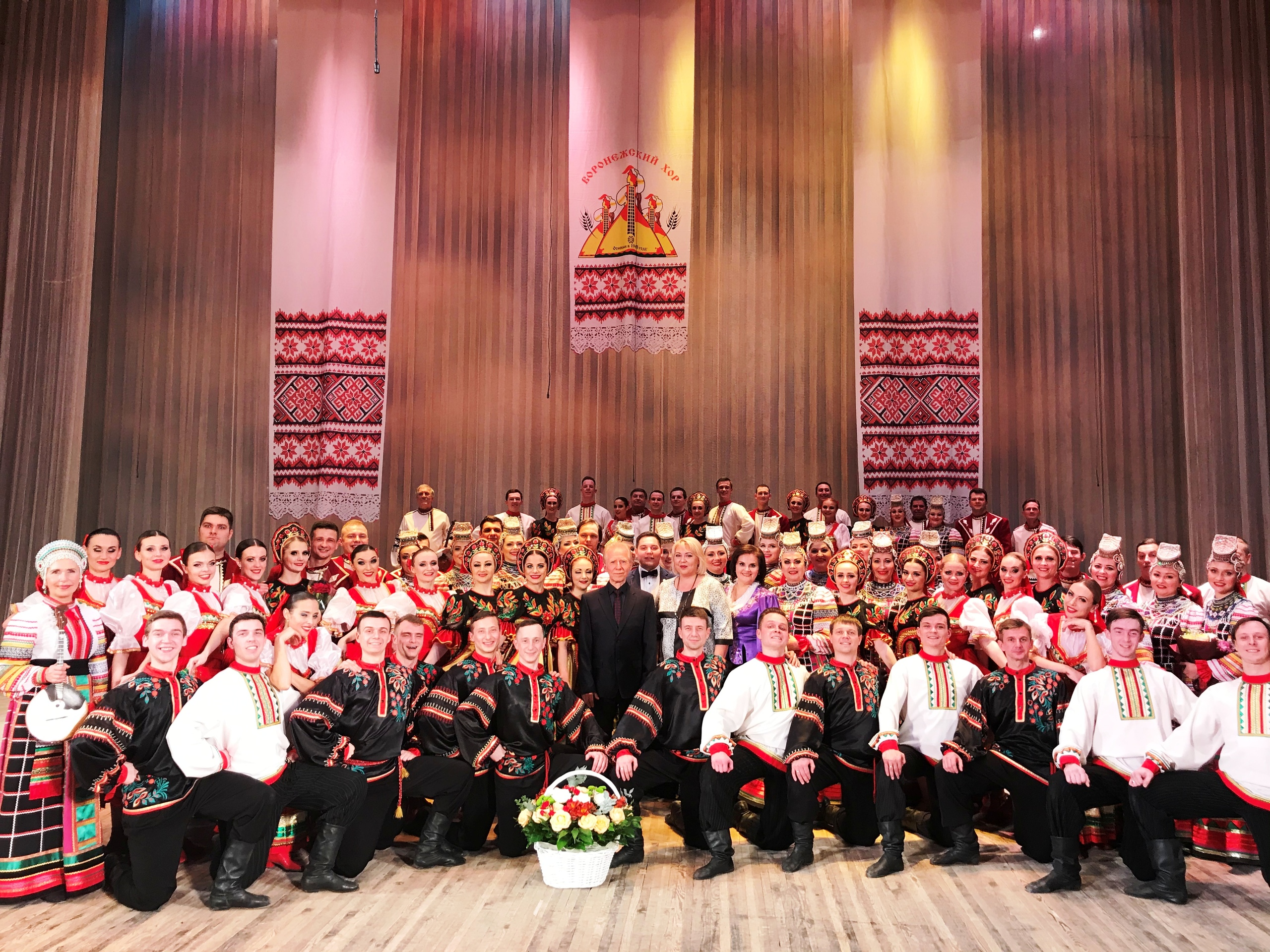
«Концерт Дружбы» ансамбля песни и танца «Донбасс» и Воронежского русского народного хора им. К.И. Массалитинова, г. Воронеж, 2019 г.
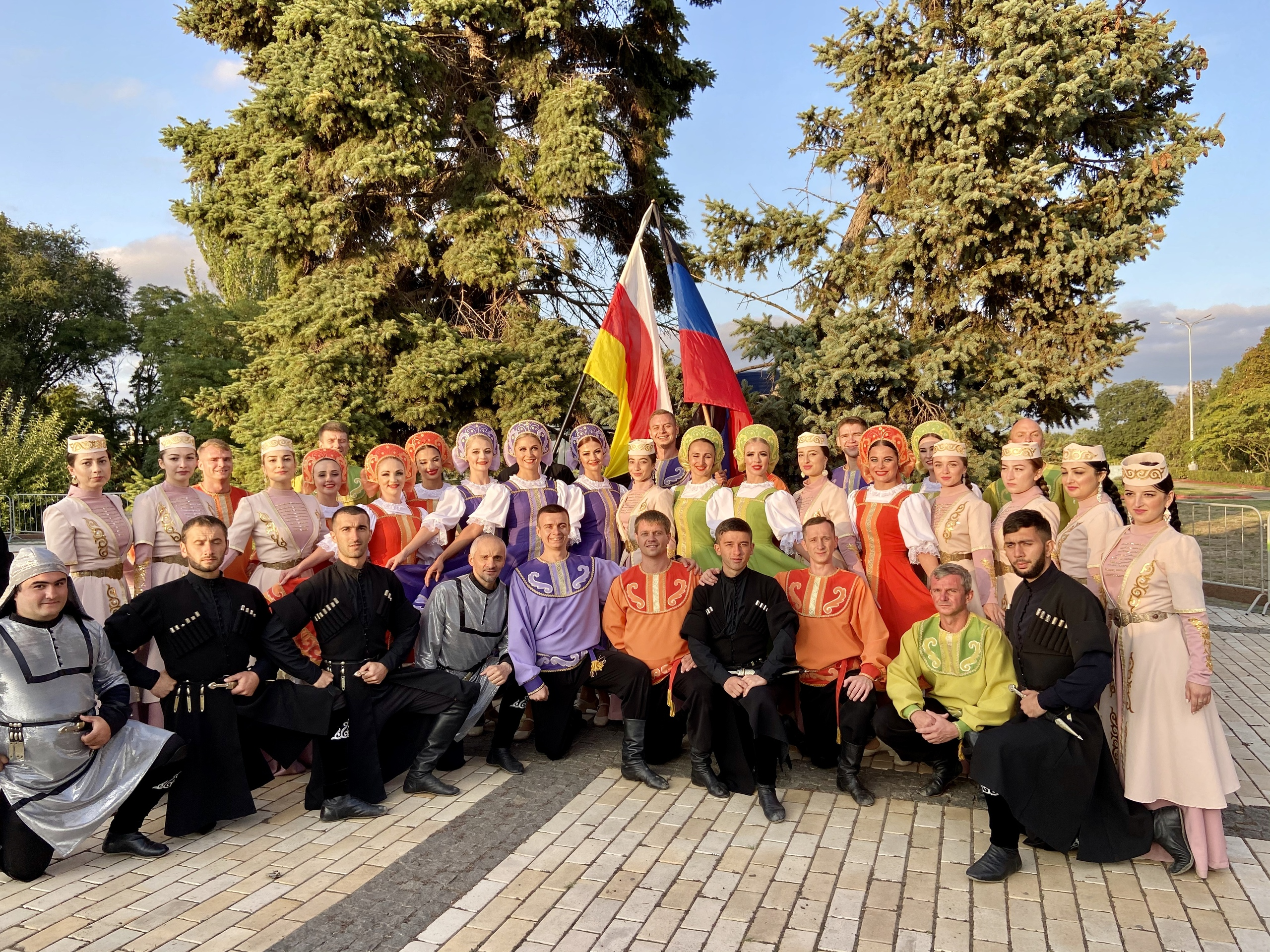
Участие ансамбля песни и танца «Донбасс» во Всероссийском интернациональном фестивале «Дружба народов», Республика Крым, 2020 г.

Помимо гастрольной деятельности, ансамбль «Донбасс» ведёт полномасштабную творческую деятельность: принимает участие в государственных мероприятиях, выступает в образовательных учреждениях и на предприятиях (в том числе, угольной промышленности); проводит благотворительные концерты, выступает в воинских частях и госпиталях, реализует различные культурно-просветительские проекты.
«Донбассу» посвящены почтовая марка и конверт, торжественно введенные в обращение в октябре 2017 года в честь 80-летия ансамбля.
Юбилейный 2022-й год (коллективу исполнилось 85 лет) стал для ансамбля «Донбасс» чрезвычайно плодотворным. На протяжении года коллектив шесть раз выезжал на гастроли, в том числе дважды — в рамках федеральной программы «Мы — Россия». В указанную программу «Донбасс» был включён впервые. По итогам участия в программе «Мы — Россия» ансамбль стал рекордсменом в ряду остальных коллективов, дав свыше полусотни концертов в 33 регионах страны. В общей сложности на протяжении 2022 года выступления ансамбля «Донбасс» (как сольные концерты, так и номера в рамках фестивальных программ) смогли увидеть около 140 тысяч зрителей по всей России.
22 октября 2022 г. коллектив дал большой юбилейный концерт в Москве, впервые в своей истории выступив на сцене Зала Церковных Соборов Храма Христа Спасителя. Неоднократно «Донбасс» становился гостем Всероссийского фестиваля «Танцуй и пой, моя Россия!» на сцене Государственного Кремлёвского дворца, выступал с сольными концертами в Звёздном городке. По итогам 2022 года, объявленного Годом культурного наследия народов России, ансамбль «Донбасс» был награждён Благодарностью Правительства Российской Федерации.
В феврале 2023 г. вышло в свет большое документальное издание, посвящённое 85-летней истории ансамбля «Донбасс» «Талант, умноженный на характер». Автор книги — Анна Роговская. В издание вошли интервью-воспоминания сотрудников ансамбля разных лет, а также малоизвестные исторические и краеведческие факты, установленные в ходе работы над книгой. Полная электронная версия книги размещена на портале «Культура Донбасса».
В 2023—2024 гг. коллектив продолжил гастрольную деятельность в рамках Всероссийского гастрольно-концертного плана Министерства культуры РФ при поддержке РОСКОНЦЕРТА, посетив с концертами города Сибирского, Центрального и Северо-Западного округов страны. В ходе гастролей ансамбль представил сольные программы «Многонациональный Донбасс» и «Донбасский характер», заслужившие горячий отклик зрителей.

## Репертуар
В общей сложности репертуар ансамбля насчитывает более 300 хореографических, инструментальных и вокальных произведений. В числе последних — народные, лирические, военно-патриотические произведения, песни о шахтёрском труде, произведения гражданской направленности и т. д. Гордостью хореографического репертуара ансамбля является легендарная «Калинка»; в числе знаковых номеров — постановки «Донбасские парни», «Моряки Азовской флотилии», «Русский танец», «Донской казачий пляс», «Берёзка», «Как за Кальмиус-рекой», танцы национальностей, населяющих Донбасс, и многие другие.

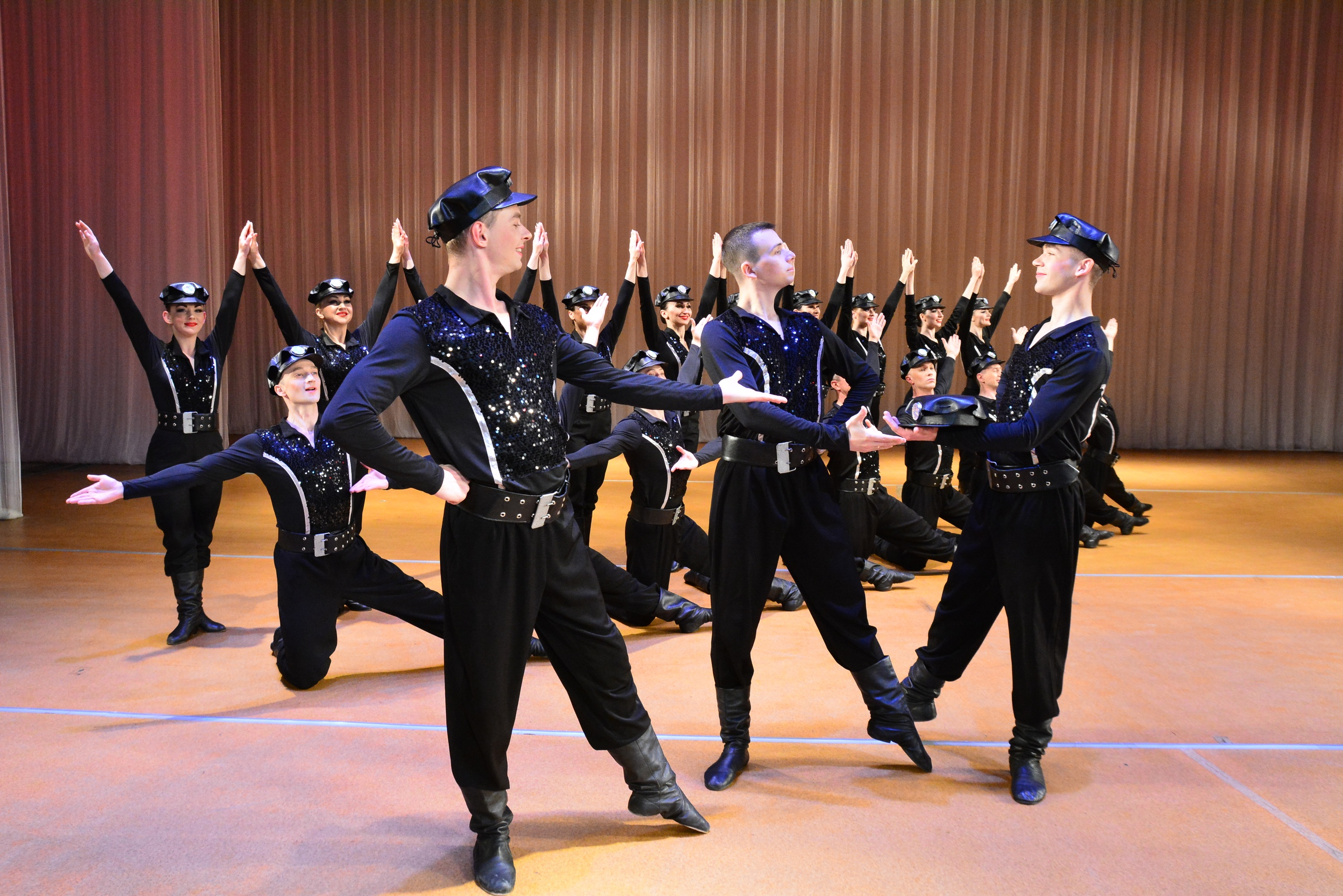
Хореографическая композиция «Донбасские парни»
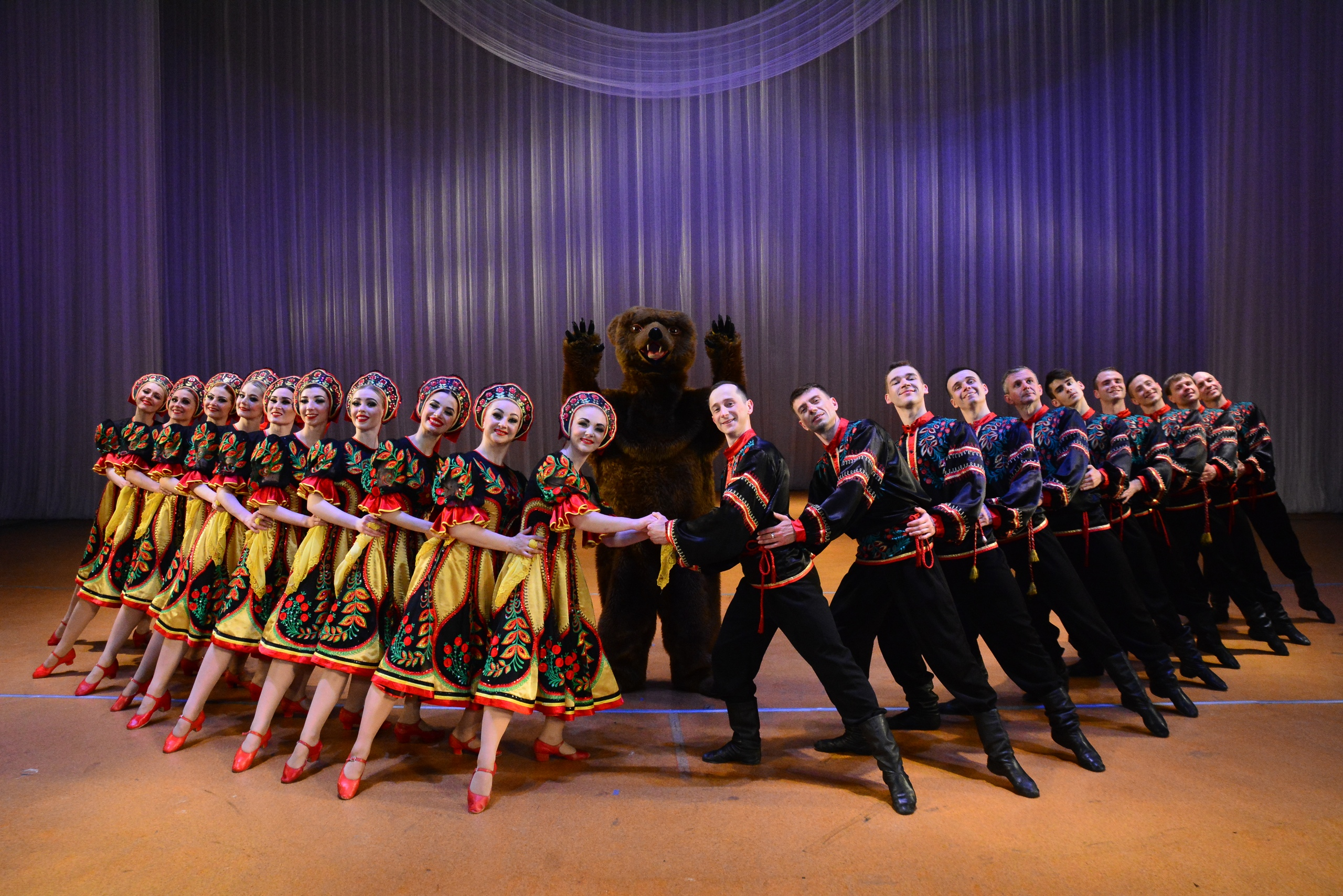
Хореографическая композиция «Калинка»
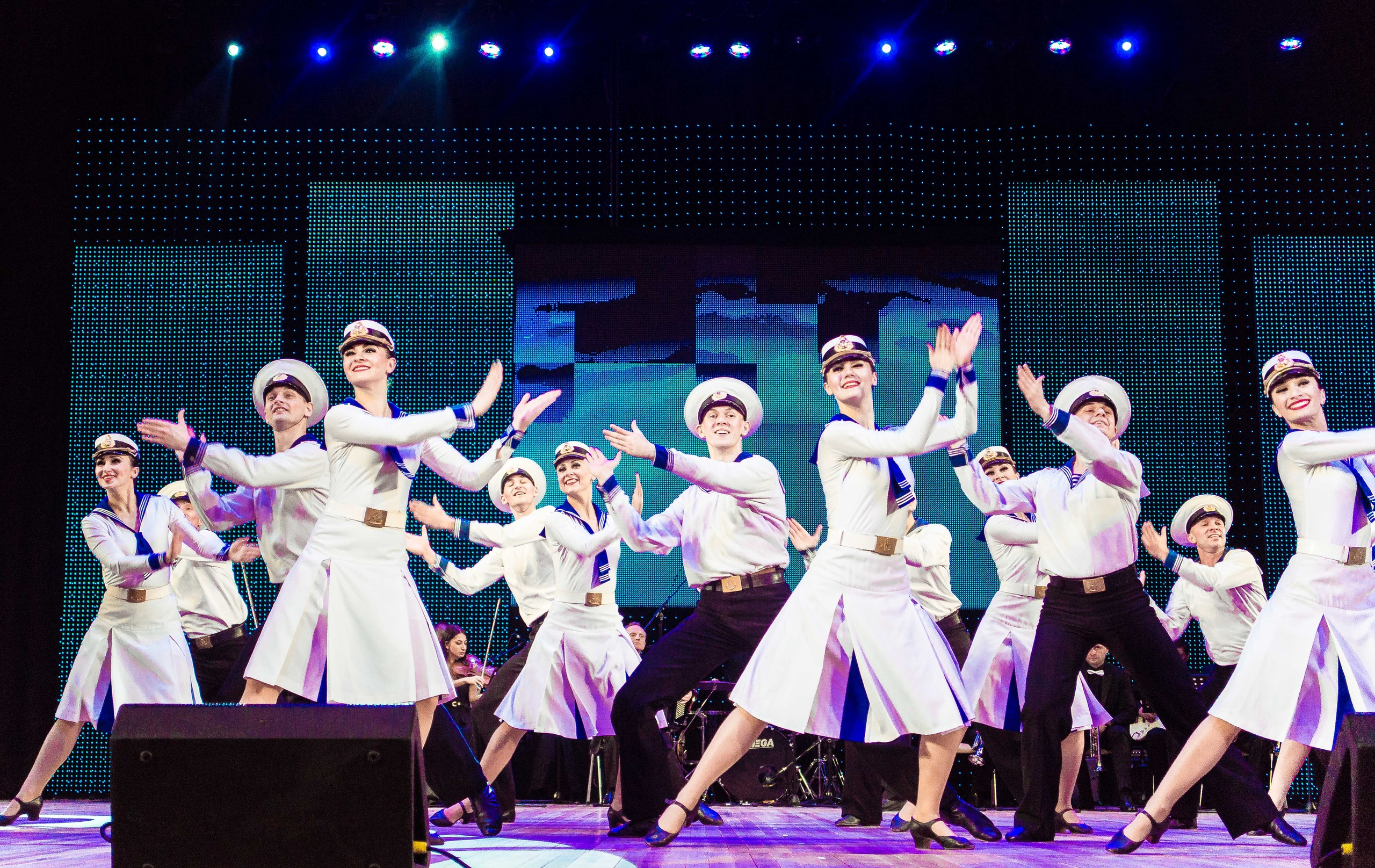
Хореографическая композиция «Моряки Азовской флотилии»
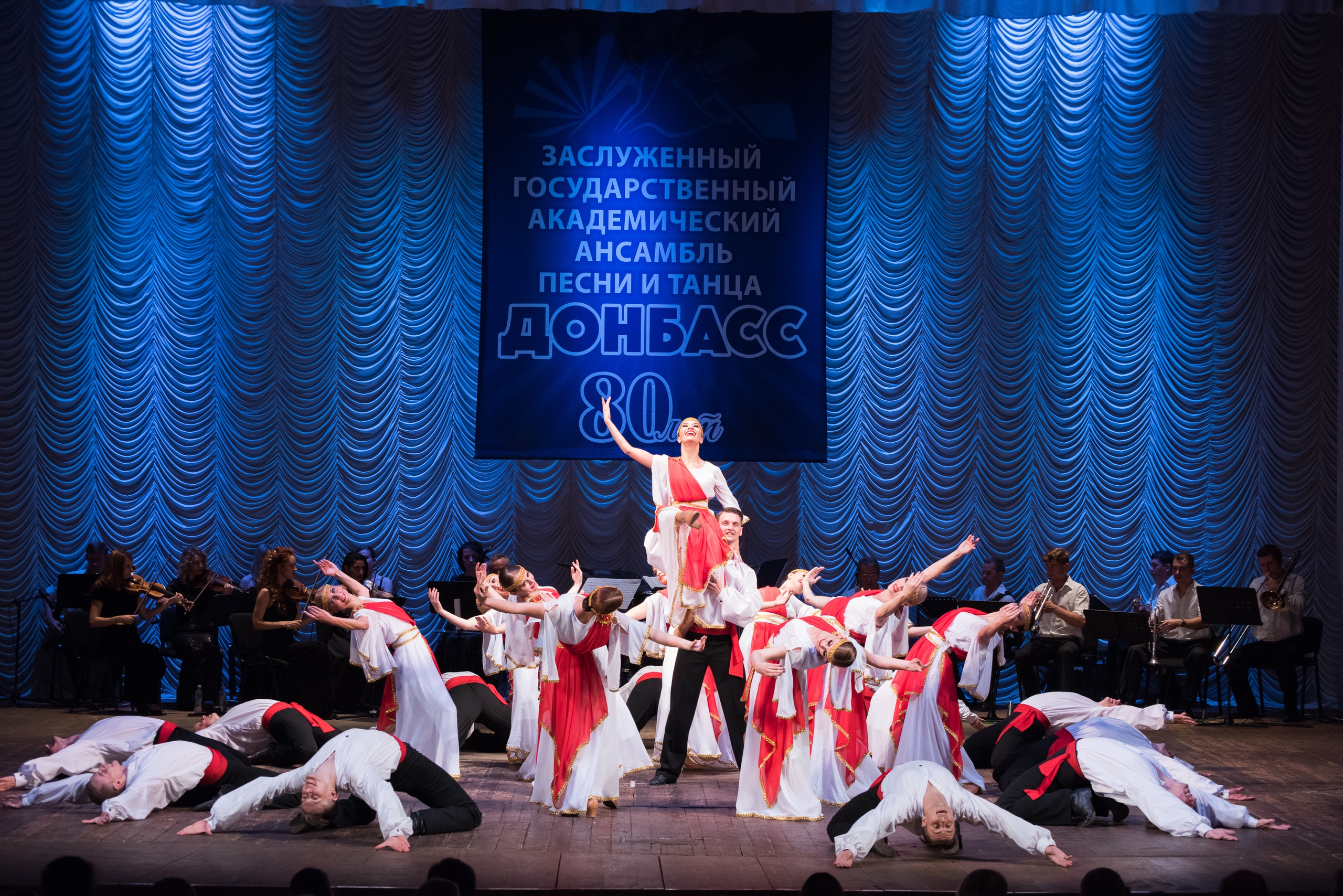
Хореографическая композиция «Греция»
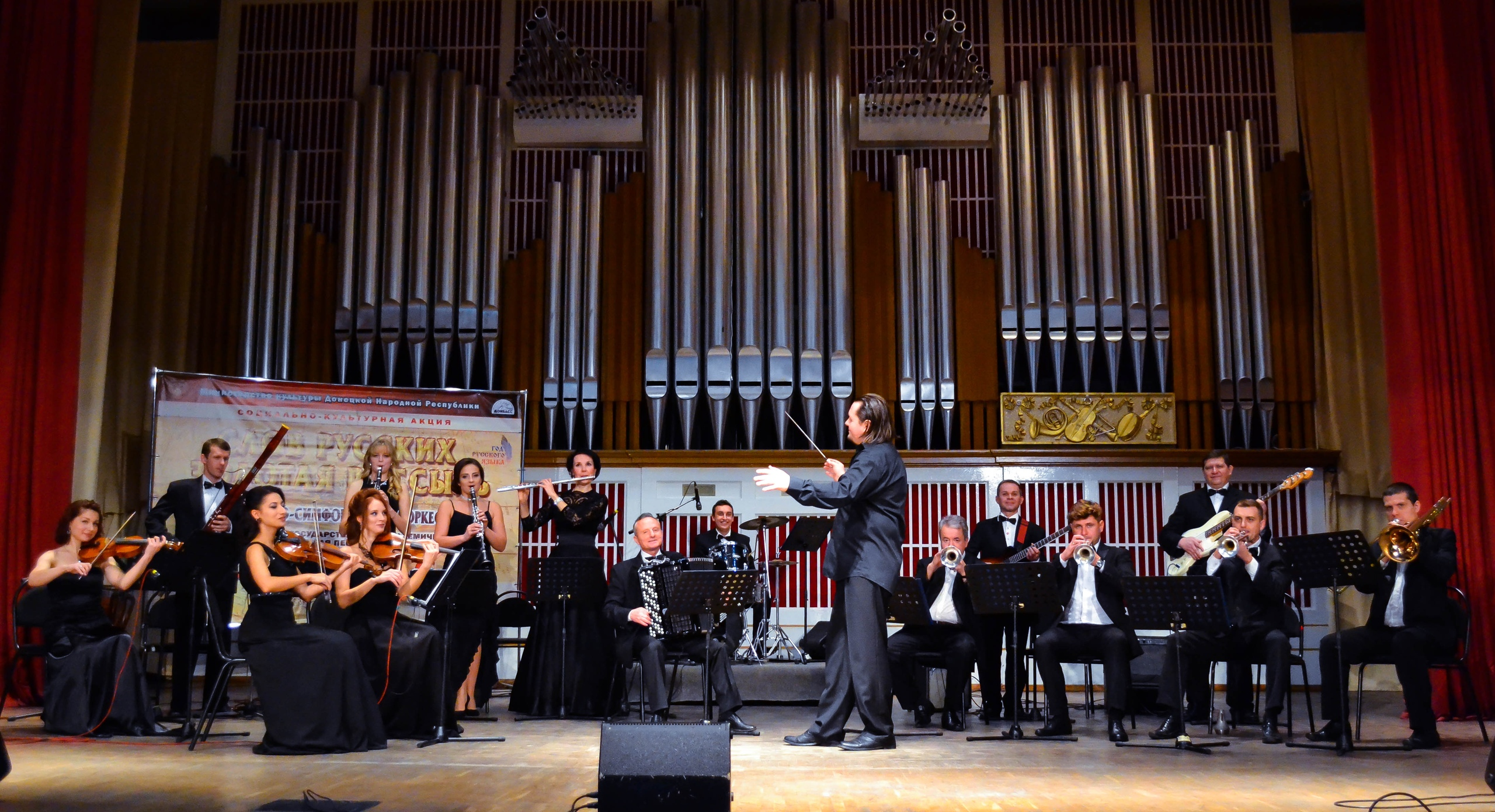
Эстрадно-симфонический оркестр ансамбля «Донбасс»

## Награды
- Почётная грамота Президиума Верховного Совета РСФСР (1979 год)[20].
- Знак «Шахтёрская слава» I степени.
- Благодарность Правительства Российской Федерации (25 мая 2023 года) — за значительный вклад в подготовку и проведение Года культурного наследия народов России[21].

## Видео
- Промовидео ансамбля «Донбасс»